# Jean Benoît (religieux)
Pour les articles homonymes, voir Jean Benoît et Benoît.
Jean Benoît, religieux français franciscain, secrétaire de son ordre, commissaire général en France, visitateur de plusieurs provinces en Italie.
Il mourut à Laval, et fut inhumé dans la salle capitulaire des Cordeliers, où l'on voyait son tombeau quand le Père Luc de Wadding écrivit sa Bibliothèque franciscaine (1650). Il était très versé dans toutes les sciences, connaissant parfaitement le grec et l'hébreu. Sa Somme de Théologie morale a eu quinze éditions.

## Source
« Jean Benoît (religieux) », dans Alphonse-Victor Angot et Ferdinand Gaugain, Dictionnaire historique, topographique et biographique de la Mayenne, Laval, A. Goupil, 1900-1910 [détail des éditions] (BNF 34106789, présentation en ligne)